# Лазаревичи (дворянский род)
Лазаревичи (пол. Łazarewicz) — малороссийские дворянские роды.
Из них старейший— потомство сотника Погарского Лазаря Тимофеевича (1675).
Род внесён в VI часть родословной книги Черниговской губернии.

## Описание герба
В щите, имеющем красное поле изображена серебряная раздвоенная стрела, летящая вверх, на середине которой положен переклад с двумя по концам зубцами.
Щит увенчан дворянскими шлемом и короной со страусовыми перьями. Намёт на щите красный подложен серебром. Герб рода Лазаревичей внесён в Часть 8 Общего гербовника дворянских родов Всероссийской империи, стр. 109.